# Cabra blanca celtibèrica

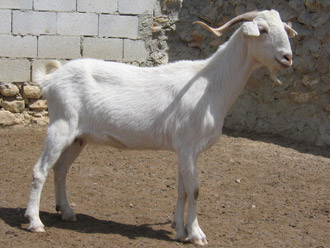
Exemplar de cabra blanca celtibèrica femella.

La cabra blanca celtibèrica és una cabra autòctona de les comarques d'interior i del Sud del País Valencià així com d'algunes províncies espanyoles properes.
El nom de la raça respon al color blanc uniforme de la seua capa i l'àrea que tradicionalment ha ocupat, corresponent a l'antiga Celtiberia - territori ocupat per les tribus celtibèriques -, que comprèn la part oriental de la meseta i conca mitjana de l'Ebre. La hipòtesi més generalitzada sobre el seu origen és la que relaciona aquesta població caprina amb la Capra Prisca, la qual, a part d'en la Blanca Celtibèrica, no ha tingut molta influència en altres races caprines ibèriques, de manera que la raça ha arribat fins als nostres dies conservant amb un alt grau de puresa moltes de les característiques d'aquest important tronc.
El Catàleg oficial de races de bestiar inclou a la raça caprina Blanca Celtibèrica en el Grup de Races Autòctones en Perill d'Extinció.

## Caràcters generals

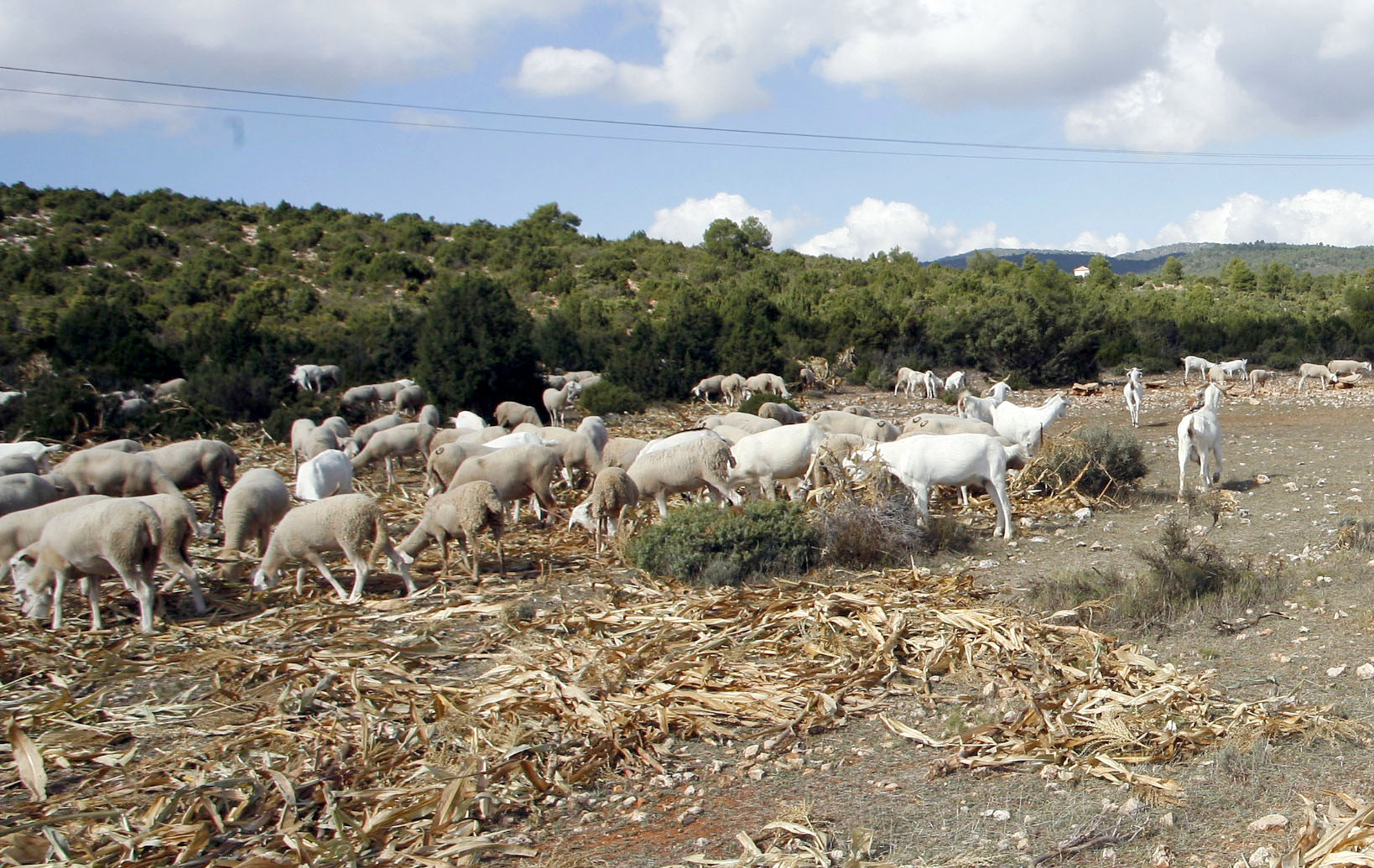
Ramat de cabres blanques celtibèriques a Castella-la Manxa.

Es tracta d'una raça molt antiga que manté pures les característiques del tipus prisca, agrupant animals de perfil recte, eumètrics i de proporcions mitjanes. D'aspecte atractiu, tenen una extraordinària rusticitat i destacat dimorfisme sexual. Disposen de banyes tipus prisca (en forma de tirabuixó), molt oberts, desenvolupats i secció triangular.
Sovint presenta mamelles. Els mascles presenten "barba" i, de vegades, "tupè" i llargs pèls al dors ("raspil"), així com en el terç anterior ("pellissa"). Les femelles poden presentar "perilla". És destacable, malgrat la seua format mitjana, el seu tronc compacte, ampli i profund, de costellams arquejats. La capa és de color blanc uniforme. El pes dels animals adults oscil·la entre els 75 i 85 kg en els mascles i els 50 i 60 kg en les femelles.

## Característiques productives i sistemes d'explotació
L'explotació de la raça s'orienta cap a la producció de carn com a objectiu principal, donades les seues bones qualitats com a animal de carnisseria. Tradicionalment el tipus comercial d'escorxador més representatiu era el "boc", sacrificat als 4-5 mesos d'edat, amb un pes viu de 25-30 kg, criat a la pastura acompanyant a la mare. Sense això, en l'actualitat adquireix gran importància el "cabrit de llet", sacrificat als 35-45 dies d'edat amb un pes viu de 8-10 kg i un rendiment a la canal prop del 50%, de gran acceptació en el mercat.
S'explota en règim netament extensiu, en zones pobres de muntanya, amb temperatures extremades. L'alimentació queda limitada a l'obtinguda en pasturatge, ja que només en moments molt especials rep ajuda complementària en corrals. De vegades, les cabres d'aquesta raça practiquen la transhumància. S'agrupen en ramats de vora els 125 caps.